# Clypeolidia
Clypeolidia  (лат.) — род прыгающих насекомых из семейства цикадок (Cicadellidae). Южная Америка. Длина — 8—9 мм (самки крупнее). Скутеллюм крупный, его длина примерно равна длине пронотума. Голова крупная, почти такой же ширины, что и пронотум; лоб очень широкий. Глаза относительно мелкие, вытянутые; оцеллии крупные. Клипеус короткий и широкий с неполным срединным килем. Эдеагус асимметричный, длинный. Сходны по габитусу с Codilia, отличаясь деталями строения гениталий. Род включают в состав подсемейства Coelidiinae.
- Clypeolidia brunnea Osborn, 1924 — Бразилия, Гайана, Французская Гвиана typus[2]
  - = Jassus brunneus Osborn.